# Pacific Bay Entertainment
Pacific Bay Entertainment  es una compañía de producción de cine y televisión estadounidense que está basado en Santa Mónica (California) y estuvo lanzado en algún momento en 1997 por Scott McAboy, Don Bluth y Amy Sydorick. Han producido muchas películas y espectáculos televisivos con su compañía de producción que incluye Tamagotchi: La Película, Jinxed, Big Time Movie, El Chico Quién Lloró Hombre lobo, Swindle, Saved, Son of The Beach, Un Verano Bastante Extraño, Santa Cazadores y Splitting Adam. La mayoría de proyectos recientes incluyen Leyendas del Templo Escondido, Rufus 2 y Escapada de Señor Lemoncello Biblioteca.
Scott McAboy ganó Dirección Mejor para la categoría de Programa de los Niños y el programa de los niños Mejores para Partir Adam en el Leo Otorga el 4 de junio de 2016. Santa Cazadores también ganó un Leo Premio en 2015 para el programa de los niños Mejores.
Sobre los últimos 20 años Pacific la bahía ha trabajado con muchos estudios de Hollywood importante que incluyen Universal Studios, Paramount Pictures, 20th Century Fox, Imagine Entertainment, y Warner Bros. Los últimos 10 años la compañía de producción ha sido en sociedad con TWE Family Pictures and Nickelodeon Películas Originales.
Pacific Bay Entertainment es una facilidad de producción de servicio llena con ubicaciones en ambos Los Ángeles y Vancouver, británico Columbia, Canadá.

## Películas
- Inferno (1998)
- El Complejo de Apartamento (1999)
- El Burbs (2002)
- Venganza (2007)
- Tamagotchi: La Película (2007)
- Gym Teacher: The Movie (2008)
- Feliz Navidad, Drake & Josh (2008)
- Spectacular! (2009)
- The Boy Who Cried Werewolf (2010)
- Best Player (2011)
- A Fairly Odd Movie: Grow Up, Timmy Turner! (2011)
- Big Time Movie (2012)
- Rags (2012)
- A Fairly Odd Christmas (2012)
- Swindle (2013)
- Jinxed (2013)
- A Fairly Odd Summer (2014)
- Santa Hunters (2014)
- Splitting Adam (2015)
- One Crazy Cruise (2015)
- Liar, Liar Vampire (2015)
- Rufus, un amigo fiel (2016)
- Leyendas del Templo Escondido (2016)
- Rufus 2 (2017)
- Escapada de Señor Lemoncello Biblioteca (2017)

## Televisión
- Jinete de Caballero del equipo (1997–98)
- Hijo de la Playa (2000)
- Gigantic (2010–11)